# Lecari
Lecari is een bestuurslaag in het regentschap Pasuruan van de provincie Oost-Java, Indonesië. Lecari telt 3824 inwoners (volkstelling 2010).